# Кононенко Людмила Іванівна
Людмила Іванівна Кононенко (6 листопада 1925, Ленінград — 9 березня 2003, Одеса) — українська вчена-хімік, фахівець у галузі аналітичної і координаційної хімії та спектрофотометричних методів досліджень. Доктор хімічних наук.

## Біографія
Людмила Іванівна Кононенко народилась 6 листопада 1925 року в Ленінграді (нині Санкт-Петербург). У 1950 році закінчила Одеський політехнічний інститут, по закінченню якого почала працювати на виробництві. Від 1952 по 1977 працювала в Одеській лабораторії Інституту загальної та неорганічної хімії АН УРСР, а після її реорганізації, з 1978 року — у Фізико-хімічному інституті АН УРСР (Одеса). 1974 року здобула науковий ступінь доктора хімічних наук. У 1978–1991 роках — старший науковий співробітник Фізико-хімічного інституту АН УРСР.
Сфера наукових інтересів Л. І. Кононенко — аналітична та координаційна хімія цирконію, гафнію та рідкісноземельних елементів, а також спектрофотометричні і люмінесцентні методи визначення лантанідів. Розробила численні люмінесцентні та фотометричні методи визначення рідкісноземельних елементів у вигляді їх комплексних сполук.
Авторка наукових статей, монографій і кількох патентів, зокрема «Спосіб люмінесцентного визначення європію», у співавторстві з академіком М. С. Полуектовим, Т. Б. Кравченко, С. В. Бельтюковою.

## Основні публікації
- Л.И. Кононенко, В.Т Мищенко,  Н.С. Полуэктов Изучение флуоресцентной реакции на тербий с фениловым эфиром салициловой кислоты //Журн. анал. химии. -1966. -21, №11. -С. 1392-1394.
- Н.С.Полуэктов, Л.И.Кононенко. Спектрофотометрические методы определения индивидуальных редкоземельных элементов. К., Наукова думка. 1968;
- Полуэктов Н.С., Кононенко Л.И., Бельтюкова C.B. и др. Сверхчувствительные переходы в спектрах люминесценции ионов Sm3+ и Еи3+ в растворах некоторых комплексов // Докл. АН СССР. 1975,- 220, №5,- С. 1133-1136.
- Н.С. Полуэктов, В.Т. Мищенко, Л.И. Кононенко, С.В. Бельтюкова. Аналитическая химия стронция. Москва,  Наука. 1978;
- Повышение селективности определения гольмия и эрбия методом производной спектрофотометрии // Український хімічний журнал. 1988. Т. 54, № 9 (співавт.);
- Н.С. Полуэктов, Л.И. Кононенко, Н.П. Ефрюшина, С.В. Бельтюкова. Спектрофотометрические и люминесцентные методы определения лантанидов. К., Наукова думка.1989.